# Brug 1055

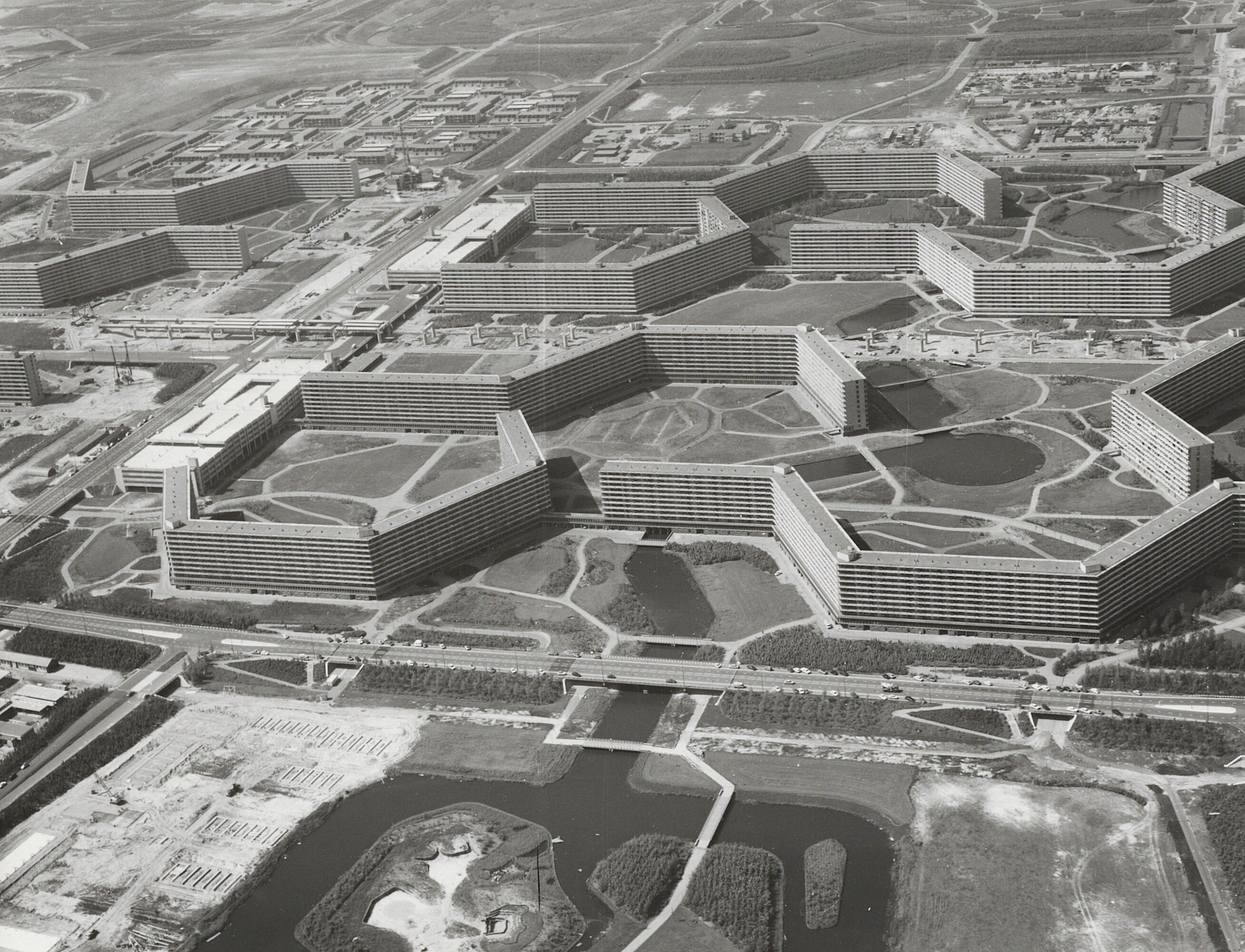
Links schuin naar boven de Karspeldreef; onderste viaduct is brug 1055 (1973)

Brug 1055 was een bouwkundig kunstwerk in Amsterdam-Zuidoost.
Brug 1055 maakte vanaf 1967 deel uit van de infrastructuur binnen deze nog te bouwen wijk. In die wijk kwam een soort rondweg in de vorm van Bijlmerdreef, 's-Gravendijkdreef en Karspeldreef. Deze dreven werden halfhoog aangelegd op een dijklichaam en waren alleen toegankelijk voor snelverkeer. Voetgangers en fietsers bewogen zich voornamelijk op maaiveldniveau. Door deze inrichting van de wijk moesten er tal van viaducten gebouwd worden om het langzame verkeer ongehinderd tussen de diverse wijkonderdelen te laten bewegen. Bij de ontwerpfase van de Bijlmermeer was dat nog niet zover. De brug werd ontworpen als "viaduct in de Bijlmermeer".
Brug 1055 werd gebouwd op de plek waar eerst brug 1026 had gelegen. Ze werden gebouwd in de Karspeldreef over het Gaasperparkpad, een lang voet- en fietspad dat van noord naar zuid door wijk en stadsdeel loopt en hier honingraatflat Koningshoef aandeed. Voor genoemde dreven ontwierp Dirk Sterenberg voor de Dienst der Publieke Werken een soort standaardprogramma voor viaducten. Ze hebben allemaal grotendeels hetzelfde uiterlijk met afgeronde randplaten, betonblokken op de randen van het wegdek, leuningen en betegeling keermuren. Ook de lengtes van de overspanningen waren meest standaard, 17 meter over voet- en fietspaden en circa 31 meter voor langere overspanningen. De gemeente wilde hier een groot viaduct waardoor er in het midden een rij brugpijlers nodig was; ook deze hadden waar toegepast veelal dezelfde vorm, een geometrisch figuur.
Het gescheiden verkeer werd hier vanaf begin jaren nul losgelaten. Er vond een ingrijpende sanering plaats waarbij het oostelijk deel van de rondweg werd afgegraven; de kruisingen werden verlaagd naar maaiveldniveau met bijvoorbeeld zebrapaden. Deze slag liep door tot eind jaren nul. Ook dit deel van de Karspeldreef werd afgegraven, daarbij werd brug 1055 gesloopt. Ook Koningshoef verdween.
<<< · 1000 · 1001 · 1002 · 1003 · 1004 · 1005 · 1006 · 1007 · 1008 · 1009 · 1010 · 1011 · 1012 · 1013 · 1014 · 1018 · 1028 · 1029 · 1030 · 1032 · 1033 · 1034 · 1035 · 1036 · 1037 · 1038 · 1039 · 1040 · 1041 · 1044 · 1045 · 1046 · 1048 · 1049 · 1050 · 1051 · 1062 · 1063 · 1064 · 1065 · 1066 · 1067 · 1076 · 1077 · 1078 · 1083 · 1090 · 1092 · 1093 · 1094 · 1095 · 1096 · 1097 · 1098 · 1099 · >>>
Brugnummers  1015, 1016, 1017, 1019, 1020, 1021, 1022, 1023, 1024, 1025, 1026, 1027, 1031, 1042, 1043, 1047, 1052/1053 (niet gebouwd), 1054, 1055, 1056, 1057, 1058, 1059, 1060, 1061, 1068, 1069-1075, 1079, 1080, 1081, 1082, 1084-1088, 1089 en 1091 (onbekend) zijn niet meer vergeven. De meesten daarvan zijn gesloopt in verband met sanering Zuidoost. Alle bruggen lagen en liggen in Zuidoost behalve bruggen 1000 en 1002.